# 6223-as mellékút (Magyarország)
A 6223-as számú mellékút egy közel tíz kilométer hosszú, négy számjegyű országos közút Fejér vármegye déli részén. A 61-es és 63-as főutakat köti össze Cece elkerülésével, és Alap egyidejű feltárásával.

## Nyomvonala
A 61-es főútból ágazik ki, annak 18,900-as kilométerszelvénye közelében, Alsószentiván és Alap határán. Alsószentivánt ennél jobban nem is érinti, a következő métereitől Alap területén húzódik, észak-északnyugati irányban. 400 méter után éri el Alap házait, ahol a Fő utca nevet veszi fel, és csak 4,3 kilométer megtétele után lép ki a település házai közül.
Az 5,450-es kilométerszelvényénél kiágazik belőle nyugat felé a 62 323-as út, amely a Mezőfalva–Rétszilas-vasútvonal Alap megállóhelyére vezet, és itt egyben északnyugati irányba fordul. Néhány méterrel arrébb az út keresztezi is a vasutat, és 6,2 kilométer után eléri Sárbogárd határát. Egy darabig a két település határvonalát kíséri, majd a hetedik kilométerét elhagyva teljesen sárbogárdi területre ér.
Alapi út néven lép be a város Sárszentmiklós városrészének lakott területére, ahol a 9. kilométere előtt egy elágazáshoz ér. Egyenesen tovább, Rákóczi Ferenc utca néven a rövidke 62 122-es út indul, amely csak néhány saroknyi hosszban húzódik, a 6219-es út belterületi szakaszáig, a 6223-as pedig innen nyugat-délnyugati irányba fordul, és a Széchenyi utca nevet veszi fel. A 63-as főútba torkollva ér véget, annak 53,300-as kilométerszelvényénél.
Teljes hossza, az országos közutak térképes nyilvántartását szolgáló kira.gov.hu adatbázisa szerint 9,430 kilométer.

## Települések az út mentén
- (Alsószentiván)
- Alap
- Sárbogárd-Sárszentmiklós